# Saint-Jean-Kourtzerode
Saint-Jean-Kourtzerode è un comune francese di 759 abitanti situato nel dipartimento della Mosella nella regione del Grand Est.

## Società

### Evoluzione demografica
Abitanti censiti